# DieMonsterDie
DieMonsterDie ist eine US-amerikanische Horrorpunk-Band aus Salt Lake City, die 1995 unter dem Namen Casa Diablo gegründet wurde. 2000 erfolgte eine Umbenennung in DieMonsterDie (deutsch: StirbMonsterStirb). Der Bandname bezieht sich dabei auf den Horrorfilm Die, Monster, Die! von 1965 (deutscher Titel: Das Grauen auf Schloß Witley) mit Boris Karloff in der Hauptrolle. Ihre Musik bezeichnet die Gruppe als „Graveyard Shock 'n' Roll“.

## Geschichte
1995 wurde Casa Diablo ins Leben gerufen, inspiriert vom frühen Punk und Shock Rock der 1970er, insbesondere von Interpreten wie Alice Cooper, GG Allin und den Misfits. Unter diesem Namen wurden zwei Alben veröffentlicht, ehe die Band Casa Diablo 2000 für beendet erklärt wurde, und sich daraufhin unter DieMonsterDie neu gründete. Musikalisch im Punkrock verwurzelt, thematisch ausschließlich mit Horrorthematik, gehörte die Gruppe ab Mitte der 1990er zu den ersten Bands der zweiten Horrorpunk-Welle in den USA und trugen damit zur Verbreitung des Begriffs bei, den sie selbst ab 2000 nutzten.
2003 rief die Band mit Dr. Cyclops Records ihr eigenes Label ins Leben, auf dem nicht nur die eigenen, sondern auch die Alben weiterer Genrebands veröffentlicht wurden. Ansteigende Bekanntheit führte dazu, dass die Band die Bühne mit populären Gruppen wie Lizzy Borden, Calabrese, den Misfits, GWAR, Celtic Frost oder Type O Negative teilte. 2013 veröffentlichten DieMonsterDie ihr inzwischen achtes Studioalbum.

## Diskografie

### Studioalben
- 1997: The Continuing Mission to Destroy Rock N Roll (als Casa Diablo)
- 2000: No Future for the Weak (als Casa Diablo)
- 2002: What is Shall Always Be
- 2003: Honor Thy Dead (Neuveröffentlichung 2007)
- 2005: Only the Dead Will Survive
- 2008: A Great and Terrible Loss
- 2010: Fall to Your Knees
- 2013: October 21st, 1976 (12"-Vinyl)

### Sonstige Alben
- 2006: The Raw Dungeon Demos (Demo-Kompilation)
- 2009: Get Blood: Music For The Horribly Depressed (Best-of-Kompilation)
- 2010: UnAlive At The Avalon (Live-Album)

### EPs
- 2009: Sharing Prey (7"-Split mit den Crimson Ghosts)
- 2011: Triple Threat of Terror (Split mit Others und Creepersin)

### Musikvideos
- 2006: One Night At Devil's Rock
- 2011: All Covered In Blood, And Dressed Like A Whore